# Steinberg (Wien)
Der Steinberg ist ein 251 m hoher Berg im 23. Wiener Gemeindebezirk Liesing.

## Geographie
Der Steinberg befindet sich im Bezirksteil Mauer zwischen dem Rosenhügel im Norden und dem Sauberg im Süden. Die nächste westliche und höchste Erhebung des Höhenrückens, der von einem Sattel bei der Karl-Schwed-Gasse vom eigentlichen Steinberg getrennt ist, wird als Reiterberg bezeichnet (256 m). Der Steinberg und der Reiterberg gehören zur geologischen Stufe des Sarmatiums.
Unter der Bezeichnung Steinberg existiert ferner ein acht Zählsprengel umfassender Zählbezirk der amtlichen Statistik. Dieser umfasst neben dem Berg selbst weitere Gebiete wie den Südhang des Rosenhügels.

## Geschichte
Der Steinberg, zwischen den alten Ortszentren von Mauer und Atzgersdorf gelegen, war zunächst kaum verbaut und wurde vor allem landwirtschaftlich genutzt. Der namensgebende harte Atzgersdorfer Kalksandstein wurde seit Jahrhunderten in einem Steinbruch im Südosten abgebaut. 1867 wurde der heutige Friedhof Mauer am Reiterberg geweiht. Zwischen 1870 und 1873 wurden für die Wiener Wasserversorgung zwei Aquädukte der I. Wiener Hochquellenwasserleitung errichtet. Der Aquädukt Mauer überquert die Endresstraße im früher vom Knotzenbach durchflossenen Tal zwischen Steinberg und Sauberg, der Aquädukt Speising die Tullnertalgasse im früher vom Niederreiterbergbach durchflossenen Rosenberggraben zwischen Steinberg und Rosenhügel. Die großflächige Bebauung mit Wohngebäuden setzte erst im 20. Jahrhundert ein. 1979 wurde am schon in Atzgersdorf gelegenen Südosthang des Steinbergs das städtische Sommerbad Höpflerbad an Stelle einer privaten Badeanstalt errichtet, das auf dem Gelände des aufgelassenen Kalksandsteinbruchs bestanden hatte. Seit 1993 befindet sich mit dem Mariapolizentrum Am Spiegeln ein Bildungshaus der Fokolar-Bewegung am Steinberg.
Am Osthang des Steinberges bei der Rudolf-Zeller-Gasse, der Ruzickagasse und der Tullnertalgasse verläuft unterirdisch die Trasse einer ehemaligen römischen Wasserleitung zum Legionslager Vindobona. Mehrere Stücke dieser Leitung wurden bei Steinbruchsarbeiten und an anderen Stellen gefunden, über den Rosenberggraben bei der Tullnertalgasse konnte ein ehemaliger Aquäduktbau dokumentiert werden.